# 78法則
78法則，又稱年數合計法，是貸款時用以計算還款時利息與本金比例的方法。在還款期的早段，利息的佔比將較高，並隨時間漸漸降低，故對提早還款者不利。「七十八」或者「年數合計」是指在一筆整筆借出，分十二期償還的貸款中，貸款方將整筆貸款應付的總利息切割為1+2+3+...+12 = 78份，借款人需在第一期還款時償還12份的利息，在第二期還款時償還11份的利息，如此類推，直到在最後一期還款時最後1份的利息；由於一至十二的數字總共加起來是78，故名「78法則」；現實生活中，貸款通常每月償還，若該筆貸款為期一年並採每月償還的做法，一至十二的總和即可理解為一年中所有月份數字相加的總數，故又名「年數合計」。
78法則的利息計算假設借款人將準時還款、貸款不可循環借出及沒有提早還款的情況。儘管78法則下的總利息與定息貸款的總利息數額一樣，但當借方提早還款時，由於早期償還的利息部份較大，償還的本金相比定息貸款為少，故提早還款時需面對較大的本金。當計入手續費時，提早還款甚至可能比正常償還貸款更昂貴
。

## 計算方法
當採用78法則或其他類似的利息計算法則時，利息在還款的佔比將是一個分數，例如{\displaystyle {\frac {12}{78}}}。比例中的分母是從1到期數間所有整數的總和。例如在12個月的貸款中，分母是78（因1 + 2 + 3 + . . . +12 = 78）。在24個月的貸款中，分母則是300（因1 + 2 + 3 + . . . +24 = 300）。這種等差数列之和可用以下公式得出：{\displaystyle {\frac {n*(n+1)}{2}}}，當中n是期數。
比例中的分子則是從還款期數開始，每期減一。再以12個月的貸款為例，第一期還款的利息佔比是{\displaystyle {\frac {12}{78}}}，第二期的利息佔比是{\displaystyle {\frac {11}{78}}}，如此類推遞減，直到最後（第十二期）的利息佔比是{\displaystyle {\frac {1}{78}}}為止。又例如在24個月的貸款中，第一期還款的利息佔比則是{\displaystyle {\frac {24}{300}}}，第二期的利息佔比是{\displaystyle {\frac {23}{300}}}，如此類推。
每期還款中的利息可用以下公式求出：
{\displaystyle f\times {\frac {2(k-n+1)}{k(k+1)}}}，其中f是整筆貸款的總利息，k是貸款的總期數，n是目前計算的期數。
從第一期到第n期的總累繳利息則可用以下公式求出：
{\displaystyle f\times {\frac {n(2k-n+1)}{k(k+1)}}}，其中f是整筆貸款的總利息，k是貸款的總期數，n是目前計算的期數。
如果借方提早還款，可節省的利息則可用以下公式求出：
{\displaystyle {\frac {f\times k(k+1)}{n(n+1)}}}，其中f是整筆貸款的總利息，k是仍沒有償還的貸款期數（不包括當前的一期），n是原來的總期數。
下表以一筆利息總額為$500，共十二期的貸款為例，列出每期的利息支出：
| 期數 | 分子 | 分母 | 佔總利息的比例 | 利息金額 |
| ---- | ---- | ---- | -------------- | -------- |
| 1    | 12   | 78   | 15.4%          | $77.00   |
| 2    | 11   | 78   | 14.1%          | $70.50   |
| 3    | 10   | 78   | 12.8%          | $64.00   |
| 4    | 9    | 78   | 11.5%          | $57.50   |
| 5    | 8    | 78   | 10.3%          | $51.50   |
| 6    | 7    | 78   | 9.0%           | $45.00   |
| 7    | 6    | 78   | 7.7%           | $38.50   |
| 8    | 5    | 78   | 6.4%           | $32.00   |
| 9    | 4    | 78   | 5.1%           | $25.50   |
| 10   | 3    | 78   | 3.8%           | $19.00   |
| 11   | 2    | 78   | 2.6%           | $13.00   |
| 12   | 1    | 78   | 1.3%           | $6.50    |

## 歷史
1935年前，貸款協議通常是簡單地將本金與事先約定的總利息加在一起後，平均地按月分攤還款。如果借款人提早還款，仍然必須繳付協議中規定的全額利息。很多借款人認為這樣並不合理，指出如果本金只用了約定借款期的三分之一就完成償還，那麼他們應該只須繳付三分之一的約定利息。
1935年，印第安纳州通過立法，規管貸款利息。法例中訂明以78法則計算每一還款期的利息金額。當時採用78法則的理由是：
假設有一筆$3000，利率為0.2%的貸款須分三個月還款，利息共$60，這可以視為將本金分為三份$1000的借款，及將利息分為6份，每份$10。在第一個月，借款人使用了全數三份$1000 (3/3) 的本金，所以應繳付三份$10利息，共$30。在月底，借款人償還了$1000的本金，及$30的利息。在第二個月，借款人使用了二份 $1000 (2/3)本金，故應繳付二份$10利息。在第三個月，借款人使用了一份$1000 (1/3) 的本金，並償還一份$10利息。
上面的舉例可稱為「6法則」（1至3的總和）。由於1935年時，絕大部分的貸款均為十二個月，每月還款的借款，所以這項規則被命名為「78法則」。
在美國，為期61個月以上的房貸與私人貸款禁止使用78法則計算利息。1970年代，已有不少論文指出78法則對消費者並不公平。2001年3月15日，眾議員John LaFalce (D-NY 29)曾在第107届美国国会上提案 ，要求禁止在貸款中使用78法則。議案於同日轉交眾議院財務委員會 ，再於4月10日轉交財務機構與消費者信貸委員會，但其後再沒有進一步行動，法案於會期結束後自動失效。
在英國，2006年消費者信貸法、2004年消費者信貸（提早還款）規例(SI 2004/1483) 通過後，正式禁止在消費者信貸中使用78法則，規定於2005年5月31日生效。
在香港，78法則依然是常用的貸款利息計算方法，中銀香港、滙豐、大眾銀行等皆有採用。台灣則流行概念接近但公式有所差別的本息平均攤還法。

## 提早還款
如借貸選用78法則來計算利息，在貸款開始前，利息的總額已經確定。利息總額（有時稱為手續費、貸方成本）可以用簡單利率公式計算、雙方協議，或任何在合約中規定的方式來決定。當利息總額已經確定，78法則就用來計算提早還款時，貸款方需減免的利息金額。在這類利息總額在一開始已經決定的貸款中，借款方從一開始就欠下本金及利息的總和，而不是僅僅欠下本金。例如一筆本金為$10000，利息總額為$3000的貸款，借款方從簽下借貸合約起就欠下$13000。如果是使用簡單利率計算的貸款，借款方則只是欠下本金的$10000，及有責任每期支付相應於未付本金的利息。
一個簡單的例子如下：假設一筆十二期貸款的總利息為$78，如果借款人在第三期就還清貸款，那麼貸款方需減免他餘下期數的利息，共9+8+...+1 = $45。貸款方實收利息為12+11+10 = $33。如果貸款利息使用簡單利率分攤來計算，他們只可獲得78*(3/12) = $19.5，故可以看出78法則對借款方較有利。